# Чочуа, Андрей Максимович
Чочуа Андрей Максимович (1879 с. Адзюбжа, Сухумский округ, Российская империя — 1965) — советский государственный и партийный деятель. Председатель Президиума Верховного Совета Абхазской АССР (1948—1958).

## Биография
По окончании в 1905 г. Тифлисского учительского института работал преподавателем в Сухуми.
С марта 1921 г. последовательно занимал посты заведующего отделом школ Народного комиссариата просвещения ССР Абхазия, директора первой Сухумской семилетней школы (ССР Абхазия), заместителя народного комиссара просвещения АССР Абхазия, а затем — комиссара народного просвещения АССР Абхазия.
Директор Сухумского Всесоюзного института субтропических культур (1931—1938), одновременно (с 1932, несколько лет) — директор CГПИ.
Руководил научными учреждениями: в 1925—1927 — председатель Академии Абхазского языка и литературы, созданной по инициативе акад. Н. Я. Марра; в 1938—1948 — директор Абхазского института языка, литературы и истории АН Грузинской ССР.
С 1938 г. — председатель Верховного Совета Абхазской АССР, а с 7 апреля 1948 по 1958 гг. — председатель Президиума Верховного Совета Абхазской АССР.

## Награды и звания
- орден Трудового Красного Знамени (1946; 17.09.1959)
- орден «Знак Почёта» (24.02.1941)
- медали
- Заслуженный учитель Грузинской ССР

## Память
- Улица Чочуа в Сухуме.